# Îlot du Verdelet

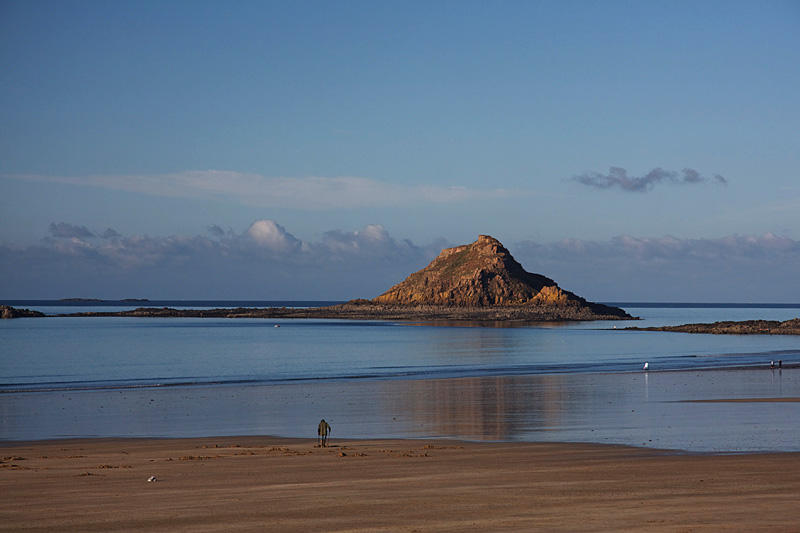
Îlot du Verdelet bei Ebbe

Die Îlot du Verdelet ist eine 1,8 ha große, bis zu 48 m hohe, unbewohnte Gezeiteninsel vor der Pointe de Pléneuf in der Baie de Saint-Brieuc. Sie gehört zum Gemeindegebiet von Pléneuf-Val-André im Département Côtes-d’Armor in der Bretagne in Frankreich.
Auf dem Felsengipfel befinden sich Reste einer Benediktiner-Kapelle aus dem 12. oder 13. Jahrhundert. Später diente die Insel zum Fischen und als Schafweide. Mit der Revolution wurde sie Gemeindeeigentum. Auf Initiative eines örtlichen Naturschutzverbandes unter der Führung des Journalisten Edmond Tranin wurde die Insel 1973 als ornithologisches Reservat eingerichtet. Seit 1984 ist der Zutritt während der Brutzeit verboten. Der Felsen darf überhaupt nicht betreten werden. Seit 2001 ist sie Teil des bretonischen Natura-2000-Schutzgebiets Baie de Saint-Brieuc. Sie ist einer der wenigen Nistplätze des Kormorans (Phalacrocorax carbo) an den Côtes d’Armor. Das ornithologische Reservat beherbergt hauptsächlich Brutpopulationen. Andere Vogelarten nutzen die Umgebung der Insel als Futter-, Rast- oder Überwinterungsgebiet.
Die Besonderheit in Val André ist, dass sich nur nach hohen Gezeiten das Wasser bei Ebbe so weit zurückzieht, dass es möglich wird, zu Fuß über den Tombolo auf die Verdelet-Insel zu gelangen. Die Menschen sammeln hier Krustentiere, Muscheln und Kopffüßer. Die Gezeitenfischerei (französisch Pêche à pied) ist eine Fangmethode, die an den Küsten mit großem Tidenhub (in Europa insbesondere an den nordfranzösischen Küsten) betrieben wird.